# Sikin panjang
Il sikin panjang (noto anche come luju naru o andar) è un'arma tradizionale indonesiana originaria dell'isola di Sumatra settentrionale.

## Storia
Il sikin panjang è l'arma da guerra più popolare tra gli abitanti di Sumatra settentrionale. Nei primi anni della guerra Aceh contro gli olandesi (che iniziò nel 1873 e durò per oltre 30 anni) furono prodotte molte di queste spade, specialmente prima del 1879, anno in cui iniziò il disarmo della popolazione. È una variante del klewang. La diffusione del sikin panjang era limitata a Sumatra, specialmente tra Acehnesi e Gayo, (che per definire l'arma utilizzano il termine luju naru), ma anche nelle aree di Alas (dove viene chiamato andar) e di Batak, seppure in minor misura.
Durante il periodo del Sultanato di Aceh veniva concesso il titolo di panglima prang (signore della guerra). Il panglima prang doveva restituire il sikin panjang e il rencong che riceveva dall'ulubalang (capo distretto) al momento della nomina se avesse deciso di abbracciare la causa di un suo nemico. Le persone di alto rango o coloro che partissero per un viaggio portavano con sé il sikin panjang, che era l'arma più comunemente usata in combattimento.

## Descrizione
Il sikin panjang è una spada dritta ad un solo filo, con il dorso parallelo alla parte tagliente. È portata alla vita insieme al fodero. I nomi tradizionali delle parti dell'arma sono wilah (lama), hulu (impugnatura) e sarung (fodero). La lama è a filo concavo. L'elsa ha la forma di una "Y" e può misurare fino a 25 cm. La lunghezza complessiva della spada può misurare dai 70 ai 79 cm. La lama solitamente è fatta di acciaio pamor (Damasco) ed è di larghezza uniforme dalla base alla punta.